# Colpochila callida
Colpochila callida är en skalbaggsart som beskrevs av Britton 1986. Colpochila callida ingår i släktet Colpochila och familjen Melolonthidae. Inga underarter finns listade i Catalogue of Life.